# Acmopolynema polyrhiza
Acmopolynema polyrhiza är en stekelart som beskrevs av Fidalgo 1989. Acmopolynema polyrhiza ingår i släktet Acmopolynema och familjen dvärgsteklar. Inga underarter finns listade i Catalogue of Life.